# خامي ميلغرو
خامي ميلغرو (بالإنجليزية: Jamie Mulgrew)‏ (5 يونيو 1986 ببلفاست في المملكة المتحدة - ) هو لاعب كرة قدم بريطاني في مركز الوسط. شارك مع منتخب أيرلندا الشمالية تحت 21 سنة لكرة القدم ومنتخب أيرلندا الشمالية لكرة القدم. أما مع النوادي، فقد لعب مع غلينتوران ونادي لينفيلد.

## وصلات خارجية
- خامي ميلغرو على موقع الاتحاد الأوربي (الإنجليزية)
- خامي ميلغرو على موقع قاعدة بيانات كرة القدم.إي يو (الإنجليزية)
- خامي ميلغرو على موقع ناشيونال فوتبول تيمز (الإنجليزية)
- خامي ميلغرو على موقع Soccerway.com (الإنجليزية)